# Bogdan Janković
Bogdan Janković (serbisch-kyrillisch Богдан Јанковић; * 1. September 1982 in Belgrad, SFR Jugoslawien) ist ein ehemaliger serbischer Eishockeyspieler, der zuletzt beim HK Vitez Belgrad in der serbischen Eishockeyliga unter Vertrag stand. Mit dem HK Partizan Belgrad wurde er insgesamt fünf Mal Meister in seinem Heimatland.

## Karriere
Bogdan Janković begann seine Karriere als Eishockeyspieler in seiner Heimatstadt beim HK Partizan Belgrad, für den er als 19-Jähriger in der jugoslawischen Eishockeyliga (seit 2003: Serbisch-montenegrinische Eishockeyliga, seit 2006: Serbische Eishockeyliga) debütierte. Mit Partizan wurde er 2006 serbisch-montenegrinischer sowie 2007, 2008 und 2009 serbischer Meister. Anschließend ging er für zwei Jahre zum HK Spartak Subotica. 2011 wechselte er zum HK Vitez Belgrad, für den er bis 2016 in der serbischen Liga spielte. In den Spielzeiten 2013/14 und 2014/15 agierte er dort als Spielertrainer.

### International
Im Juniorenbereich nahm Janković für die Bundesrepublik Jugoslawien an der U18-Weltmeisterschaft der Europa-Division 2 2000 sowie der U20-Weltmeisterschaft der Division III 2001 teil.
Im Herrenbereich spielte Janković für die serbisch-montenegrinische Mannschaft beim Qualifikationsturnier für die Olympischen Winterspiele in Turin 2006. Nach dem Unabhängigkeitsreferendum  Montenegros 2006 nahm er mit der serbischen Mannschaft an den Weltmeisterschaften der Division II 2007, 2008 und 2009 teil.

## Erfolge und Auszeichnungen
- 2006 Serbisch-montenegrinischer Meister mit dem HK Partizan Belgrad
- 2007 Serbischer Meister mit dem HK Partizan Belgrad
- 2008 Serbischer Meister mit dem HK Partizan Belgrad
- 2009 Serbischer Meister mit dem HK Partizan Belgrad
- 2009 Aufstieg in die Division I bei der Weltmeisterschaft der Division II, Gruppe A